# Lux-Pain
Lux-Pain (ルクス・ペイン) est un jeu vidéo de type visual novel développé par Killaware et sorti en 2008 sur Nintendo DS.

## Accueil
- Famitsu : 29/40[1]